# Coupe Gambardella 2020-2021
Navigation
Édition précédente Édition suivante
La Coupe Gambardella 2020-2021 devait être la 67e édition de la Coupe Gambardella de football. Elle devait être organisée durant la saison 2020-2021 par la Fédération française de football, ses ligues régionales et le Crédit Agricole et se dérouler sur toute la saison, de septembre au 24 avril 2021 avec une finale au stade de France.
La compétition à élimination directe devait mettre aux prises les équipes de moins de 18 ans des clubs à travers la France.
Alors que la Coupe est au stade des finales régionales, le comité exécutif de la Fédération française de football prend la décision d'annuler la compétition le 17 décembre 2020, pour respecter les obligations de distanciation sociale dans le contexte de la pandémie de Covid-19,.